# Pimpsten

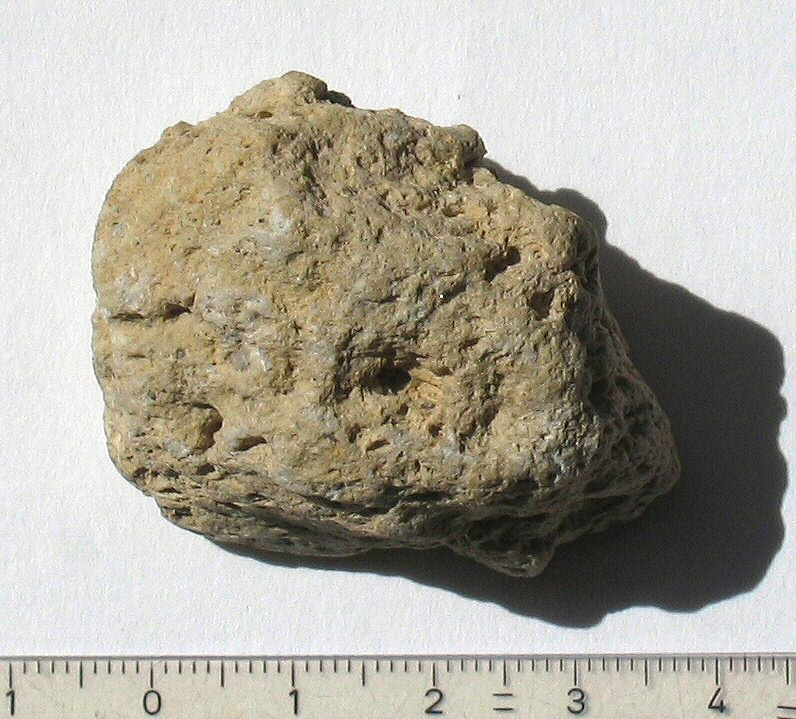
Pimpsten från Santorini, Grekland.

Pimpsten (ty. Bimsstein, lat. pumex) är en vulkanisk bergart med varierande densitet, ofta kiselrik.

## Ursprung
Pimpsten bildas vid hastig avsvalning och stelnande av gasrik magma vid 500 till 600 °C, till exempel på havsbottnen, samtidigt som trycket hos lavan sänks och gasen expanderar. Den ser nästan ut som en tvättsvamp på ytan och är full av rundade hålrum som är spår efter gasblåsor, exempelvis koldioxid eller vattenånga. Den kan innehålla inneslutna stycken av vulkaniskt glas eller kristall. Pimpsten bildas kontinuerligt på platser med geologisk aktivitet där lava kommer fram.
Vid vulkanen Vesuvius utbrott år 79 e.Kr. begravdes staden Pompeji av små pimpstensbitar som bildats vid utbrottet.

## Egenskaper
Pimpsten är vanligen rik på kiselsyra och kan variera i färg, från vit, gulaktig till grå- eller grönaktig. Även olika grå nyanser förekommer. Den är spröd och har skrovlig yta. Den kemiska sammansättningen kan precis som hos solid lava variera mycket, så själva mineralet kan klassificeras som exempelvis felsit, ryolit eller basalt i vissa fall.
Under det att obsidian är den kompakta glasformen, så är pimpsten skumformen av de glasaktiga lavorna, och förekommer vid nästan alla utslocknade eller verksamma vulkaner på land och under vatten.
Hårdheten enligt Mohs är cirka 6 och specifik vikt i genomsnitt omkring 0,9 kg/dm³ för olika varianter. Den solida delen har densiteten 2,2 kg/dm³ men varierande mängd håligheter kan resultera i medeldensiteter ner till 0,25 kg/dm³ beroende på ursprungligt gasinnehåll och bildningsprocess. Tack vare sina hålrum är pimpsten förhållandevis lätt och kan oftast flyta på vatten. Den kan därför spridas vida omkring på världshaven.

## Användning
Pimpsten har använts åtminstone sedan 1500 f.Kr. på Kreta. I pulverform kan pimpsten genom sin skrovlighet användas till slipning och polering av sten, metaller, trä, läder och dylikt, ofta i form av pimpstensduk, samt för tillverkning av skurpulver och rengöringsmedel. Pimpsten finns även i en del grövre former av handrengöringskrämer för att slipa bort smutsen från händerna. I många kulturer används pimpsten för att ta bort död hud på kroppen. Den används till stentvättning av jeans. Filter för rening av dricksvatten är ett annat användningsområde.

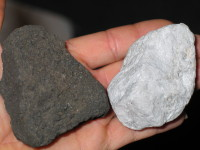
Ljus och mörk pimpsten
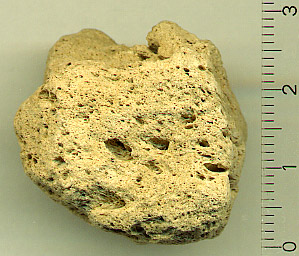
Gul pimpsten
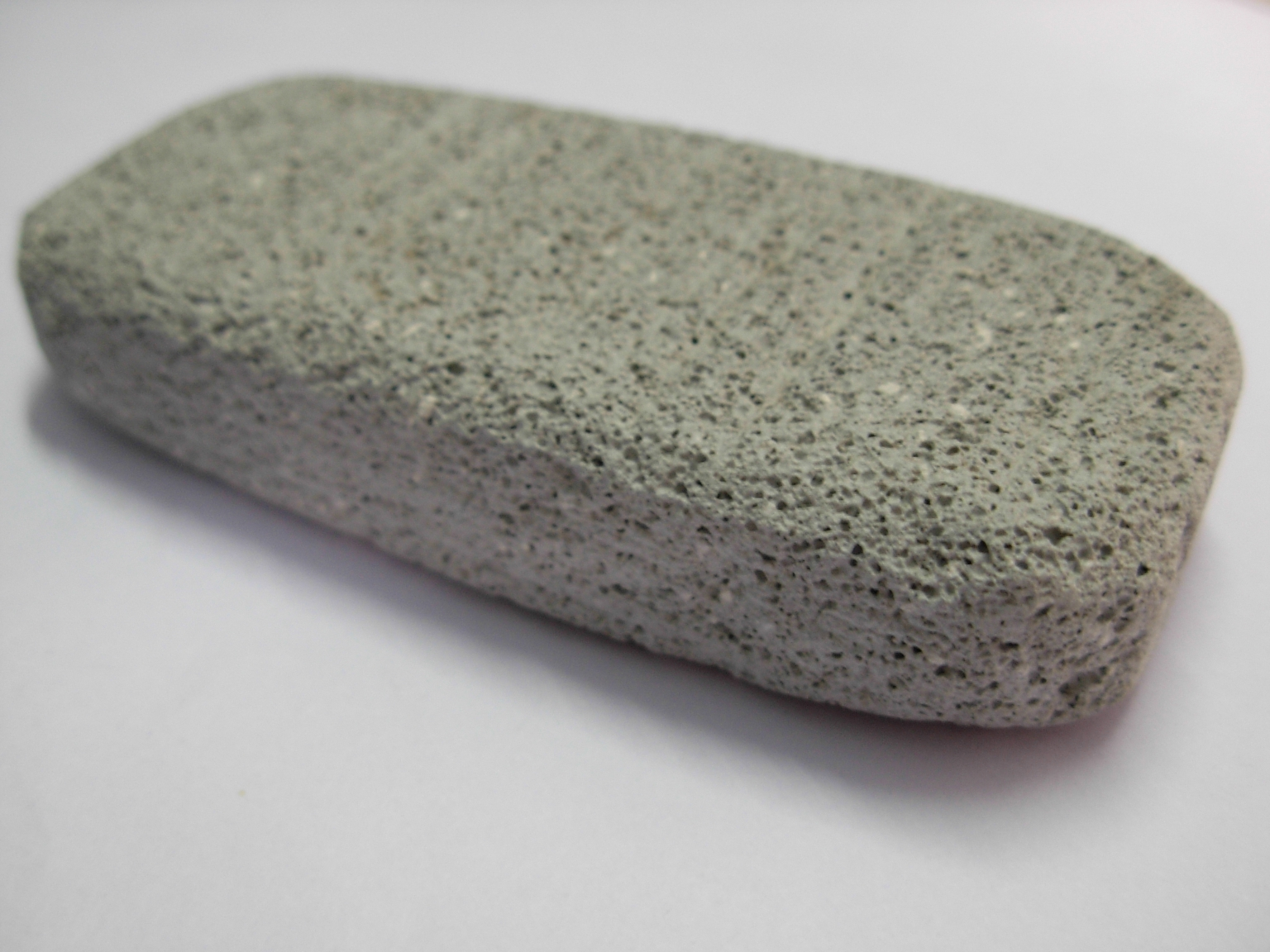
Bearbetad pimpsten